# Deliver Us from Evil (2009)
Deliver Us from Evil ist ein dänisch-schwedischer Thriller von Ole Bornedal aus dem Jahr 2009.

## Handlung
Johannes und Lars sind Brüder. Johannes ist ein erfolgreicher Anwalt, der der Familie wegen zurück in sein Heimatdorf gezogen ist, während Lars ein dumpfer, asozialer Säufer ist, der gerade seine Frau Viola geschwängert hat. Als er bei einer LKW-Fahrt scheinbar die Frau seines Chefes überfahren hat, tut er alles dafür, die Schuld dem jugoslawischen Flüchtling Alain in die Schuhe zu schieben. Er bietet ihm Geld, den LKW ins Lager zu fahren, schiebt ihm die blutigen Bibelseiten der Frau unter und füllt ihn auf dem Dorffest ab. Als sein Chef seine tote Frau findet, dreht er durch. Er unterbricht das Dorffest und sucht den Täter, den er im betrunkenen Alain findet. Bevor Alain gelyncht werden kann, wirft sich Johannes dazwischen. Die beiden flüchten zu ihm nach Hause, wo sich gleich ein Mob vor dem Haus bereit macht. Nachdem der herbeigerufene Arzt von dem wütenden Chef angeschossen wird, eskaliert die Situation.
Johannes wehrt sich so gut es geht gegen die Angreifer, doch seine Frau Pernille will den Flüchtigen nicht länger beherbergen. Sie verlässt mit den Kindern das Haus, wird jedoch von dem Mob ebenfalls verfolgt. Als Lars merkt, wie sehr die Situation eskaliert ist, gibt er den Unfall zu, doch niemand will auf ihn hören. Als die Polizisten die Szenerie betreten, wird der ältere Polizist vom Chef getötet. Der jüngere versteckt sich im Haus, wo Alain plötzlich zugibt, die Frau des Chefs aus Versehen getötet zu haben. Es war nur Zufall, dass Lars den Roller der Frau angefahren hat. Alain rennt aus dem Haus. Er rennt in den Wald, wo er Pernille findet, die gerade von drei Freunden von Lars vergewaltigt wird. Er tötet die drei.
Johannes und seine Frau sowie Lars und seine schwangere Freundin verlassen am nächsten Morgen das Dorf.

## Hintergrund
In Deutschland hatte der Film seine Premiere 2009 auf dem Fantasy Filmfest.  Am 24. September 2010 folgte eine DVD-Veröffentlichung auf Universum Film.

## Rezeption

### Kritiken
Der Film erinnerte viele seiner Kritiker an Sam Peckinpahs Klassiker Wer Gewalt sät (1971), da er ein ähnliches Drohgebilde aufbaut. Dabei mischt Bornedahl dies mit aktuellen Problemen, wie der Flüchtlingskrise in Dänemark nach und während der Jugoslawienkriege sowie der ländlichen Verarmung während der Wirtschaftskrise.
Das Lexikon des internationalen Films urteilte: „Allegorisch angelegtes Drama über Fremdenhass, das nie zu konkret wird, um dadurch das Grundsätzliche zu verdeutlichen. Auch die vorzüglich fotografierten, leicht verfremdeten Bilder unterstreichen den Anspruch der Allgemeingültigkeit.“

### Filmpreise
| Jahr | Award  | Kategorie               | Sieger               | Resultat  | Einzelnachweis |
| ---- | ------ | ----------------------- | -------------------- | --------- | -------------- |
| 2010 | Bodil  | Bester Nebendarsteller  | Jens Anderse         | Gewonnen  | [ 7 ]          |
| 2010 | Bodil  | Beste Nebendarstellerin | Pernille Vallentin   | Gewonnen  | [ 7 ]          |
| 2010 | Robert | Bester dänischer Film   | Deliver Us from Evil | Nominiert | [ 8 ]          |
| 2010 | Robert | Beste Regie             | Ole Bornedal         | Nominiert | [ 8 ]          |
| 2010 | Robert | Bester Nebendarsteller  | Jens Andersen        | Nominiert | [ 8 ]          |
| 2010 | Robert | Beste Nebendarstellerin | Pernille Vallentin   | Gewonnen  | [ 8 ]          |
| 2010 | Robert | Beste Kamera            | Dan Laustsen         | Nominiert | [ 8 ]          |
| 2010 | Robert | Bestes Originaldrehbuch | Ole Bornedahl        | Nominiert | [ 8 ]          |
| 2010 | Robert | Bestes Szenenbild       | Anders Engelbrecht   | Nominiert | [ 8 ]          |